# 오이지스
오이지스(그리스어: Ὀϊζύς)는 그리스 신화에서 ‘걱정’, ‘불안’, ‘고초’ 등이 의인화된 여신이다.
헤시오도스의 신통기에 따르면 그녀는 ‘밤’(닉스)의 딸로 모로스(운명), 타나토스(죽음), 아파테(사기), 모모스(비난), 모이라이(운명의 여신들), 오네이로이(꿈), 필로테스(우정), 에리스(불화, 不和) 등과 남매지간이다.
그녀의 로마식 이름은 미세리아(Miseria)이다. 영어의 불행('misery')의 어원이다.